# Sirovine
Sirovine su prirodni neobrađeni resursi nakon dobivanja iz prirodnih izvora.  
Služe izravnoj potrošnji, koriste se kao oprema ili kao materijal za daljnju preradu/obradu tijekom proizvodnje. Od sirovina se dobivaju materijali.

## Klasifikacija
Za klasifikaciju sirovina, postoje različiti sustavi. Obično se koriste kriteriji za sustavnu klasifikaciju po svojim prirodnim svojstvima, kao što je
- stupanj mogućnosti regeneracije
- podrijetlo i
- svrha.

### Prirodna obilježja
Prema prirodnim svojstvima mogu se razlikovati organske i anorganske sirovine.
Organske sirovine dolaze od živih prirodnih bića. Uključuju se biljne i  životinjske tvari, uključujući i mikroorganizme. Izvor anorganskih sirovina su prirodni resursi kao primjerice voda ili zrak.

### Stupanj moguće regeneracije
Prema stupnju regeneracije, sirovine se mogu razlikovati na obnovljive i neobnovljive sirovine iz životinjskog i biljnog carstva, ali i anorganske materijale kao što su voda, zrak, i sunčeva energija. Neobnovljive mineralne sirovine su stvorene u geološkim i astronomskim vremenskim razdobljima (kao što su nafta i metali).

### Podrijetlo
Sirovine dolaze iz različitih područja geosfera. Iz biosfere dolaze biljne i životinjske tvari, iz hidrosfere dolazi voda i ribe, iz atmosfere, kisik, a iz litosfere mineralne sirovine. Sirovine koje se dobiju nakon recikliranja obnovljivih otpada su takozvane sekundarne sirovine.

### Vađenje i korištenje
Poljoprivrednu robu proizvodi poljoprivreda, šumarstvo i ribolov. Sirovina može biti životinjskog ili biljnog podrijetla. Robu kao što su žitarice, meso, ribe i organska ulja za hranu. Organski otpad može se koristiti kao sirovina za proizvodnju bioplina.
Proizvodi poljoprivredne proizvodnje, koje služe kao sirovina za tehničke svrhe, kao što je drvo, guma, pamuk, ljekovito bilje ili uljena repica se spominju kao industrijske biljne sirovine.
Industrijske sirovine dobivaju se iz anorganskih i fosilnih resursa. To su prirodni resursi koji se dobivaju rudarskim metodama. Prirodni resursi podijeljeni su u tri skupine:
- Energetske mineralne sirovine u koje spadaju fosilni resursi kao što je ugljen, nafta i plin. To su kemijski izvori energije koji se dalje koriste za proizvodnju toplinske i električne energije. Uran je nuklearna mineralna sirovina koja se u konačnici koristi za proizvodnju električne energije.
- Metalne mineralne sirovine (ili rude) dobivaju se eksploatacijom iz njihovih ležišta u Zemljinoj kori npr. rude željeza, aluminija i titana i služe kao polazna sirovina u metalurgiji. Rude se nakon metalurške prerade koriste kao poluproizvodi u: strojogradnji - brodogradnji - automobilskoj industriji - građevinarstvu i arhitekturi. Plemeniti metali i zlato, srebro ili platina uglavnom se koriste u proizvodnji nakita, ali zajedno s bakrom čine osnovu za proizvodnju poluvodiča u elektrotehnici i elektronici.

- Nemetalne mineralne sirovine (građevinski i keramički materijali) koriste se u građevinskoj industriji. Značajni materijali su: pijesak, šljunak, gips, glina, kaolin i kamen. Kemijske sirovine kao što su kalcij ili sol se koriste i obrađuju kemijskoj industriji.

## Povijest
Čovjek koristi mineralne sirovine (rude) od početka svog postojanja. Sve ere prapovijesti kao što je je kameno doba, brončano doba ili željezno doba nazvane su po prevladavajućim metalima.
U moderno doba, sve od početka industrijske revolucije, potreba za mineralnim sirovinama raste stalno. Uz pomoć geologije, kemije otkriva se sve više i više mineralnih sirovina i prirodnih resursa i stvorene su nove mogućnosti za njihovo korištenje. Do industrijske revolucije, glavna sirovina bilo je drvo, a od izuma parnog stroja to je postao ugljen, a nakon otkrića motora s unutarnjim izgaranjem i elektromotora, glavna mineralna sirovina postala je nafta.

## Ekologija
Iskorištavanje prirodnih resursa u velikim razmjerima dovodi do ekoloških problema koji mogu ugroziti dugoročno život čovječanstva. Primjeri su uništenja ekosustava. Promicanje obnovljivih izvora će se u budućnosti i te tako biti predmet znanstvenog proučavanja te perspektivnih i unosnih industrijskih grana.

## Raspoloživost
Prirodni resursi su količinski ograničeni. Kao i mogućnost njihove reciklaže. 